# Gynothemis pumila
Gynothemis pumila är en trollsländeart som först beskrevs av Karsch 1890.  Gynothemis pumila ingår i släktet Gynothemis och familjen segeltrollsländor. IUCN kategoriserar arten globalt som livskraftig. Inga underarter finns listade i Catalogue of Life.